# کتاب سیاه (فهرست)

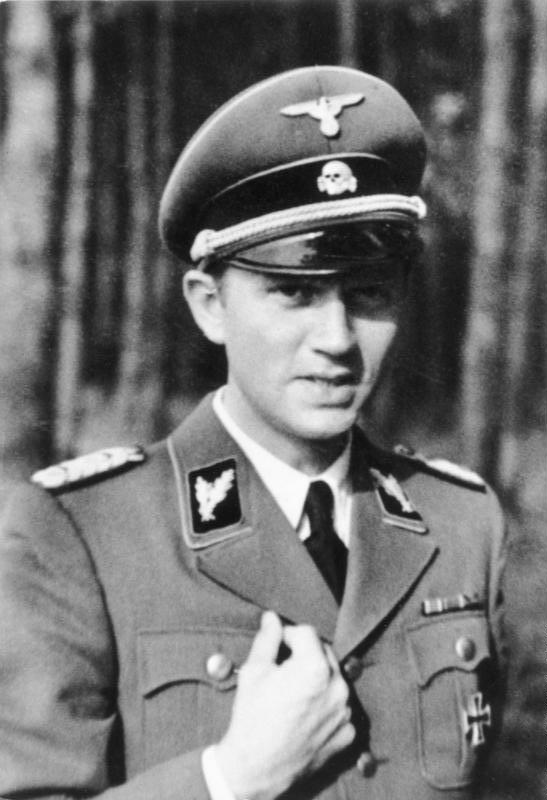
والتر شلنبرگ که این لیست را تهیه کرد.

کتاب سیاه (آلمانی: Sonderfahndungsliste G.B. به معنای فهرست ویژه افراد تحت تعقیب در بریتانیای کبیر)، (انگلیسی: The Black Book) فهرستی از شهروندان بریتانیایی و غیربریتانیایی ساکن بریتانیا بود که اداره اصلی امنیت رایش به ریاست راینهارد هایدریش آن را تهیه کرد. بعدها والتر شلنبرگ در خاطراتش ادعا کرد که نویسندهٔ اصلی این لیست او بوده‌است. این فهرست شامل ۲٬۸۲۰ نام از افرادی بود که قرار بود درصورت موفقیت آلمان نازی برای تصرف بریتانیا، توسط نیروهای آینزاتس‌گروپن بلافاصله دستگیر و احتمالاً اعدام شوند. با کنار گذاشته‌شدن عملیات شیر دریایی و در نهایت ناکام ماندن آلمان برای تصرف بریتانیا، این دستگیری‌ها نیز هیچ‌گاه صورت نگرفت.
کتاب سیاه، که مشتمل بر ۱۰۴ صفحه بود، افرادی که مظنون به مقاومت در برابر حکومت آلمان نازی بودند را به ترتیب الفبا فهرست می‌کرد. برخی از نام‌ها دو بار تکرار شده بودند. در ابتدای کتاب دستوری نوشته شده بود به این مضمون که «همهٔ افراد نامبرده در این فهرست تحت تعقیب هستند و باید دستگیر شوند.» (آلمانی: Sämtliche in der Sonderfahndungsliste G.B. aufgefürten Personen sind festzunehmen)
کتاب سیاه پس از پایان جنگ جهانی دوم در سپتامبر ۱۹۴۵ در برلین پایتخت آلمان کشف شد و از سوی روزنامه گاردین به همراه واکنش برخی از افرادی که نام آنها در فهرست آمده بود منتشر شد. به گفتهٔ بسیاری از این افراد وجود نام آنها در این لیست گونه‌ای نشان افتخار محسوب می‌شد.

## برخی افراد سرشناس نامبرده در کتاب سیاه
- نورمن آنجل سیاست‌مدار و برنده جایزه صلح نوبل[۷][۸]
- کلمنت اتلی سیاست‌مدار و رهبر حزب کارگر (بریتانیا) بریتانیا[۷][۸]
- رابرت بی‌دن-پاول نظامی و بنیان‌گذار پیش‌آهنگی[۷][۸]
- ادوارد بنش رئیس‌جمهور در تبعید چکسلواکی[۷][۸]
- نویل چمبرلین سیاست‌مدار و نخست‌وزیر سابق بریتانیا[۷][۸]
- وینستون چرچیل سیاست‌مدار و نخست‌وزیر بریتانیا[۷][۸]
- نوئل کاوارد نمایش‌نامه‌نویس، بازیگر و آهنگساز[۷][۸]
- آنتونی ایدن وزیر امور خارجه بریتانیا[۷][۸]
- ادوارد مورگان فورستر رمان‌نویس، انشانویس و منتقد ادبی و اجتماعی[۷][۸]
- زیگموند فروید بنیان‌گذار روانکاوی[۷][۸]
- شارل دو گل رهبر فرانسه آزاد[۷][۸]
- جان هالدین زیست‌شناس[۷][۸]
- آلدوس هاکسلی نویسنده و فیلسوف[۷][۸]
- الکساندر کوردا کارگردان و تهیه‌کننده[۷][۸]
- هارولد لسکی نظریه‌پرداز سیاسی، اقتصاددان و استاد دانشگاه[۷][۸]
- یان مازاریک وزیر امور خارجه دولت در تبعید چکسلواکی[۷][۸]
- ایگناتسی یان پادرفسکی آهنگساز و سیاست‌مدار[۷][۸]
- سیلویا پنکهرست فعال سیاسی کمونیست[۷][۸]
- جی. بی. پریستلی رمان‌نویس، نمایش‌نامه‌نویس و گوینده[۷][۸]
- پل روبسن بازیگر و خواننده[۷][۸]
- برتراند راسل فیلسوف و نویسنده[۷][۸]
- استیون اسپندر شاعر، رمان‌نویس و مقاله‌نویس[۷][۸]
- سیبیل تورندیک بازیگر[۷][۸]
- رابرت ونسیتارت سیاست‌مدار[۷][۸]
- اچ. جی. ولز روزنامه‌نگار، جامعه‌شناس، تاریخ‌نگار و نویسندهٔ سوسیالیست[۷][۸]
- ویرجینیا ولف نویسنده[۷][۸]
- کارل تسوکمایر نویسنده[۷][۸]
- اشتفان تسوایگ رمان‌نویس، نمایشنامه‌نویس، روزنامه‌نویس و زندگینامه‌نویس[۷][۸]